# Edhem Beyova mešita
Edhem Beyova mešita (albánsky: Xhamia e Et'hem Beut) je historická mešita v Tiraně, hlavním městě Albánie. Nachází se v samém centru města, na Skanderbegově náměstí, zhruba padesát metrů metrů od jezdecké sochy albánského národního hrdiny.

## Historie

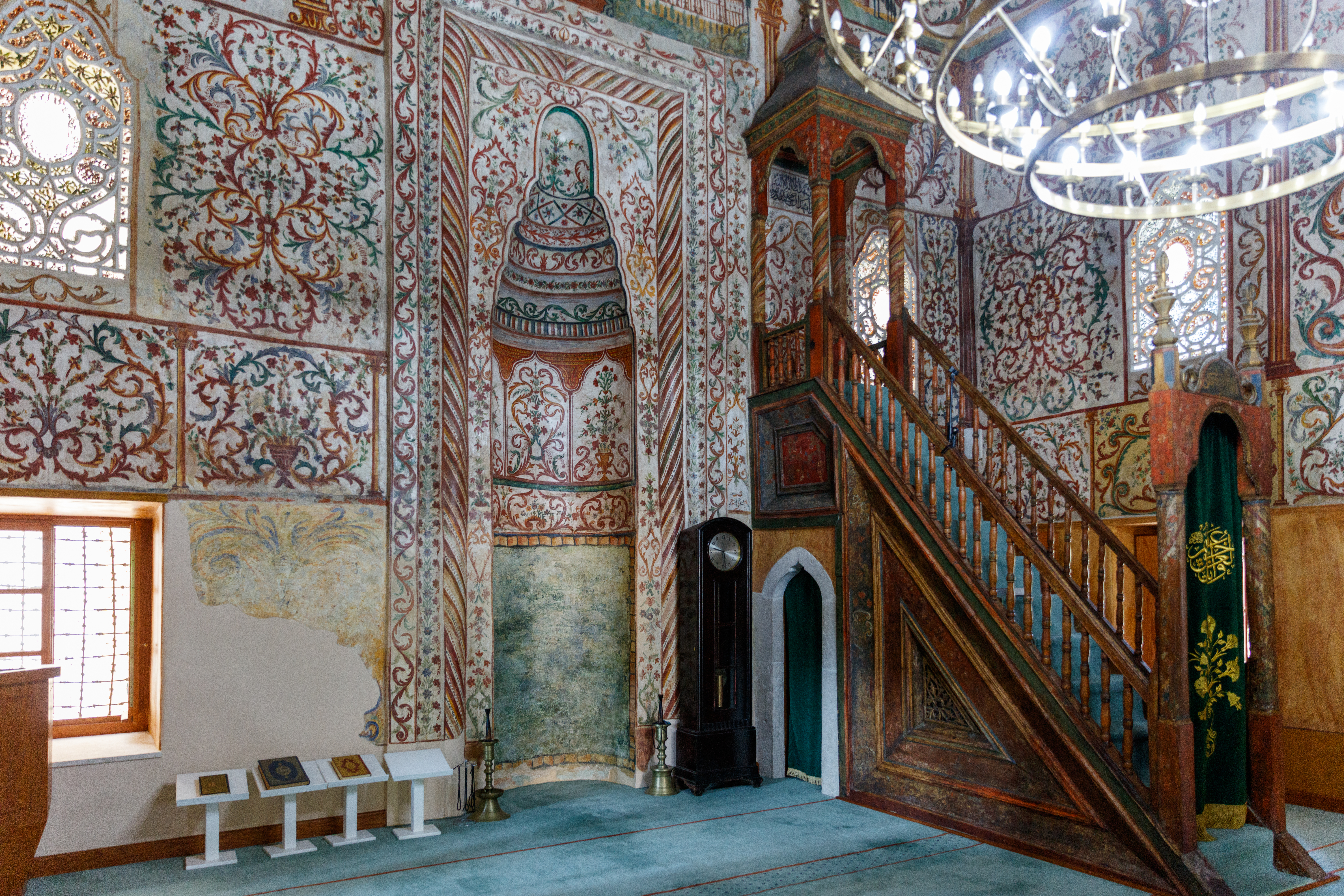
Mihráb v interiéru mešity

Mešita je nejstarší dochovanou stavbou ve městě, její výstavba byla zahájena roku 1789 a skončila v roce 1823, kdy ji dokončil Hadží Edhem Bey, po němž také nese jméno.
Během období Hodžova režimu byla mešita zavřena, avšak jako jediná náboženská stavba svého druhu přežila násilnou ateizaci, při níž se srovnala se zemí většina kostelů a mešit. 18. ledna 1991, jako symbol pádu socialismu, do ní vstoupily davy lidí s vlajkami. Od této doby slouží tak stavba svému účelu, je však ale též otevřena pro návštěvníky.
Interiér stavby je bohatě zdobený; v malbách se objevují stromy, vodopády, květiny a mosty. Kromě toho lze ale také spatřit živé tvory, velmi neobvyklý prvek v islámském umění.